# St. Jakob (Frontenhausen)

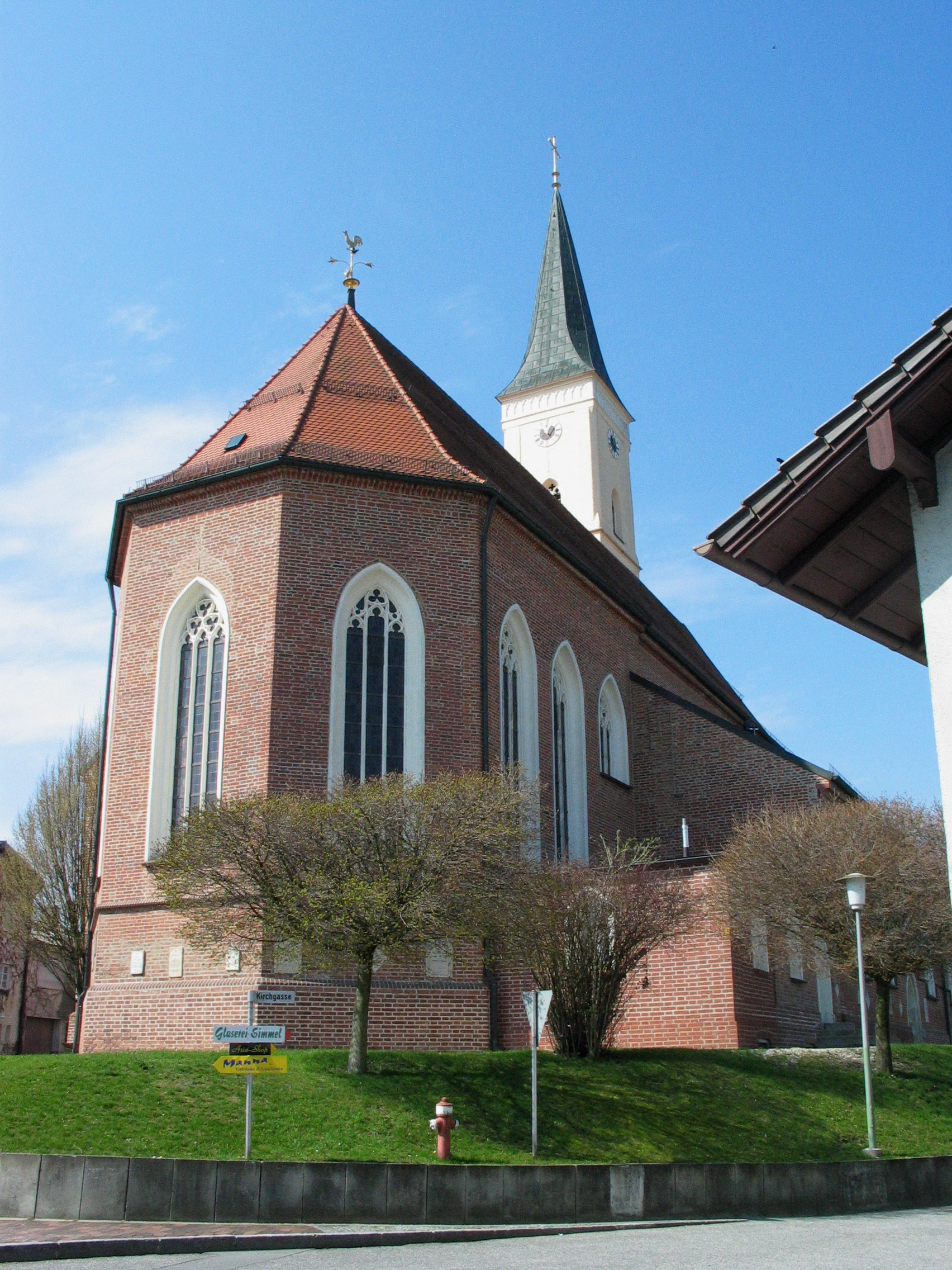
St. Jakob (Frontenhausen)

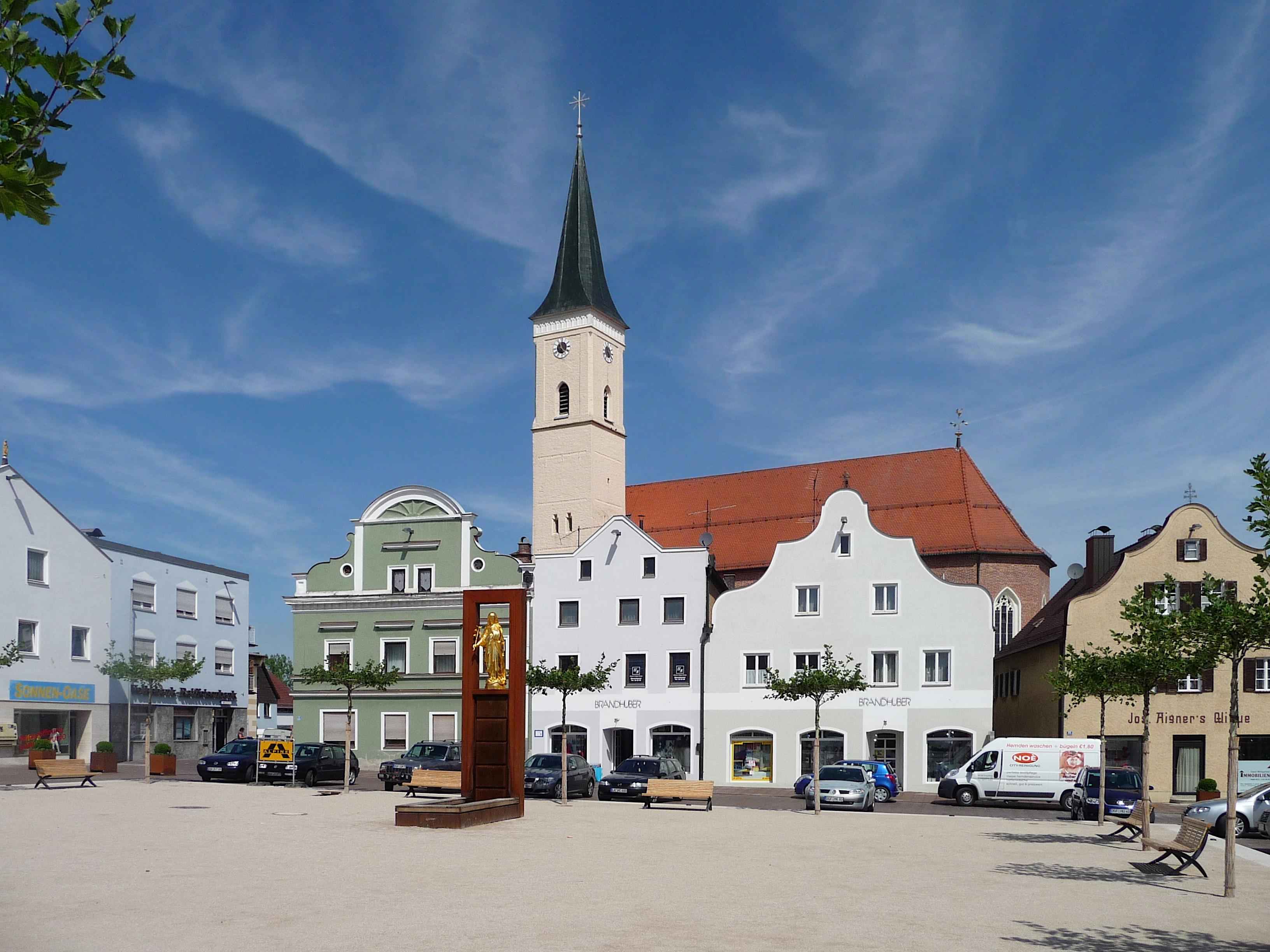
Marktplatz Frontenhausen mit St. Jakob

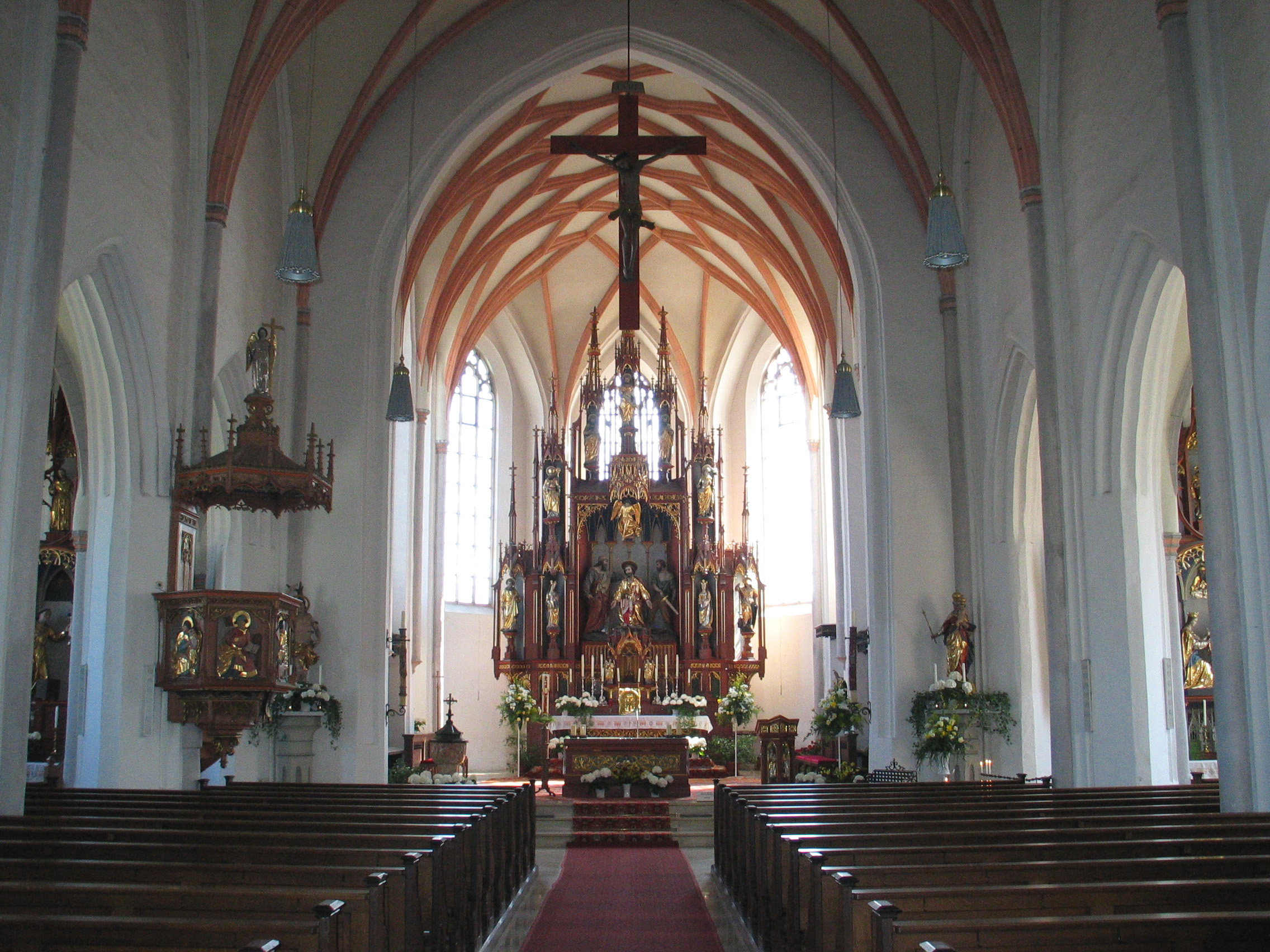
Innenansicht nach Osten

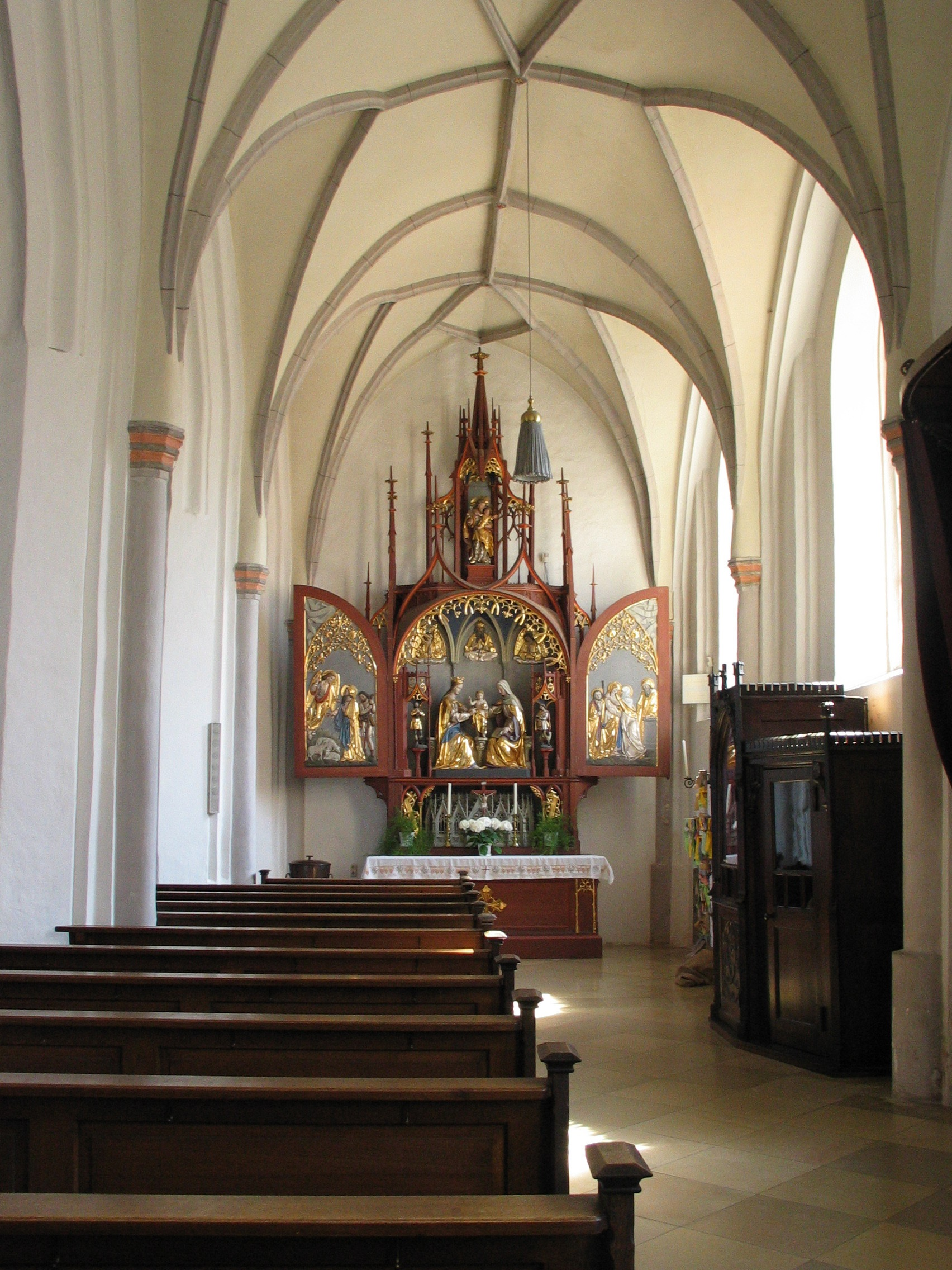
Südliches Seitenschiff

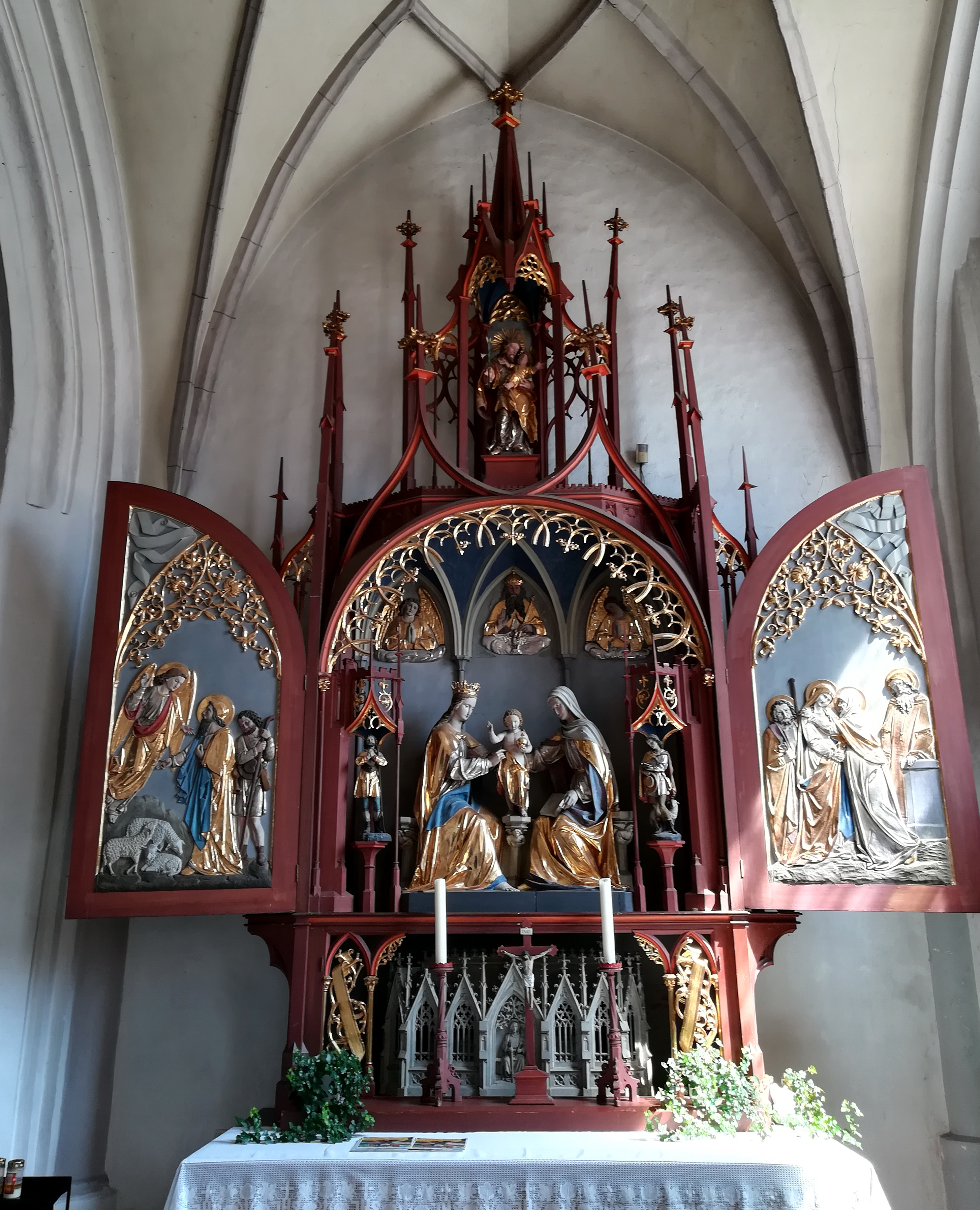
Altar im südlichen Seitenschiff

Die römisch-katholische Pfarrkirche St. Jakob ist eine gotische Backsteinkirche in Frontenhausen im Landkreis Dingolfing-Landau in Niederbayern. Sie gehört zur Kirchengemeinde St. Jakob im Dekanat Frontenhausen-Pilsting des Bistums Regensburg.

## Geschichte und Architektur
Die Kirche ist eine kurze Pseudobasilika in Backstein, die am Ende des 15. Jahrhunderts  unter Verwendung von Teilen eines Vorgängerbaus errichtet wurde. Sie wurde nach einem Brand im Jahr 1536 wiederhergestellt. Die Barockausstattung von 1683 wurde während einer Regotisierung nach dem Jahr 1850 entfernt. Im Jahr 1936 wurde nach Plan von Heinrich Hauberrisser aus Regensburg das Mittelschiff nach Westen erweitert und dabei auch das nördliche Seitenschiff um ein Joch verlängert.

### Äußeres
Das nüchterne Äußere ist in unverputztem Backsteinmauerwerk ausgeführt. Chor und Schiff liegen unter einem gemeinsamen Satteldach, die Seitenschiffe sind mit Pultdächern gedeckt. Ein Kaffgesims, das als Sohlbank um die Fenster der Seitenschiffe gezogen ist, läuft um das Bauwerk. Der aus der Mittelachse gerückte Westturm von 1646 wurde verputzt und ist mit Zahnfries gegliedert. Nach einem Umbau in den Jahren 1751 bis 1758 erhielt der Turm einen Spitzhelm.

### Inneres
Die kurze dreischiffige Pseudobasilika ist in vier Joche gegliedert, die gerade geschlossenen Seitenschiffe haben die halbe Breite des Mittelschiffs. Der dreijochige, erhöhte Chor endet in einem Dreiachtelschluss. In allen Teilen der Kirche bestimmen formenreiche Rippengewölbe den Raumeindruck. Die Binnenpfeiler mit abgeschrägten Kanten sind mit profilierten Scheidbögen verbunden und tragen nach beiden Seiten gekehlte Schildbögen mit Runddiensten und polygonalen Kapitellen. Die Umfassungsmauern der Seitenschiffe sind mit dementsprechender Gliederung versehen. In den Seitenschiffen schneiden die Gewölberippen Halbkreisstelzen, die sich auf die Kapitelle stützen. Die Gewölbe des südlichen Seitenschiffs wurden vermutlich 1536 erneuert und zeigen eine zur Querachse symmetrische Figuration.
Der Chor ist durch tiefe Wandpfeilerarkaden gegliedert. Vor den Stirnseiten der Pfeiler sind Runddienste mit polygonalen Kapitellen angelegt, die Gewölberippen schneiden wie in den Seitenschiffen halbkreisförmige Stelzen. Die Gewölberippen bilden komplizierte Sternformen, die denjenigen in den Pfarrkirchen von Reisbach und Vilsbiburg ähnlich sind. Der Chorbogen und die Fenstergewände sind fein profiliert, das Maßwerk wurde erneuert.

## Ausstattung
In die einheitlich neugotische Ausstattung wurden ältere Kunstwerke einbezogen. Der Hochaltar wurde 1854 und die Seitenaltäre 1857/1858 durch Anselm Sickinger aus München geschaffen. Die seitlich stehenden Figuren der heiligen Katharina und Barbara sind spätgotische Schnitzfiguren des 15. Jahrhunderts. Die Kanzel zeigt ebenfalls spätgotische Flachreliefs der vier Evangelisten. Das überlebensgroße Kruzifix im Chorbogen ist auf der Rückseite mit 1625 datiert. Im nördlichen Seitenschiff ist eine Glasmalerei von 1520 mit einer Ecce-Homo-Darstellung und einer knienden Figur des Stifters Georg Klingenberger eingesetzt.
Die Orgel ist ein Werk der Firma Reinhard Weise Orgelbau aus dem Jahr 1987 mit 25 Registern auf zwei Manualen und Pedal.
Unter den Grabdenkmälern findet sich ein Rotmarmorstein aus der zweiten Hälfte des 15. Jahrhunderts für Konrad Neunhauser († 1451?) mit einer Umschrift in gotischen Minuskeln sowie Wappen und Helmzier im Mittelfeld. An der südlichen Innenwand des Westbaus sind Renaissance-Grabsteine in Rotmarmor für Caspar Kheller († 1599) und Konrad Mässinger († 1532) mit Brustbildern der Verstorbenen in Zeittracht zu finden.